# Bobby Moncur
Pour les articles homonymes, voir Moncur.
Robert Moncur, couramment appelé Bobby Moncur, est un footballeur international puis entraîneur écossais, né le 19 janvier 1945, à Perth. Il évolue au poste de défenseur et il est principalement connu pour avoir joué 12 saisons à Newcastle United, club dont il a été le capitaine. Il remporte avec ce club la Coupe des villes de foires en 1969.
Il compte seize sélections en équipe d'Écosse.
Devenu ensuite entraîneur, il dirige notamment Carlisle United, Heart of Midlothian, Plymouth Argyle et Hartlepool United. Il intervient aussi comme consultant à la télévision britannique.

## Biographie

### Carrière en club
Il fait ses débuts avec Newcastle United en 1963, à l'âge de 18 ans, dans un match contre Luton Town en Division 2. Mais, par la suite, tardant à concrétiser les espoirs placés en lui, son club est tout proche de le vendre à Norwich City pour un montant de 25 000 £. Mais le transfert ne se fera finalement pas. Il connaît par la suite une véritable éclosion, aidant les Magpies à devenir champion de Division 2 en 1965 et donc à accéder à la First Division. En 1971, son entraîneur de l'époque, Joe Harvey parle de lui comme "le défenseur par excellence et l'un des joueurs les plus doués à la fois de Newcastle et de l'Écosse".
Il joue un total de 296 matches pour Newcastle United, remportant la Coupe des villes de foires en 1969, battant en finale le club hongrois d'Újpest Dózsa. Il marque d'ailleurs les 3 seuls buts de sa carrière pour les Magpies lors des deux matches aller-retour de cette finale. Il est le dernier capitaine de Newcastle United à soulever une coupe (la victoire en Coupe Intertoto en 2006 a été sanctionné de la remise d'un plateau et non d'une coupe).
Il quitte finalement Newcastle United pour Sunderland où il reste deux ans, puis pour Carlisle United, une année comme joueur-entraîneur puis 3 ans comme entraîneur seulement.
Il entraîne ensuite Heart of Midlothian avec qui il gagne le titre de Division 2 en 1980 avant d'être relégué de Premier Division dès la saison suivante. Il entraîne ensuite sa seule équipe du sud de l'Angleterre, Plymouth Argyle, avant de revenir dans le nord avec Whitley Bay F.C. puis Hartlepool United. Il est aussi consultant à la télévision sur Sky TV.
Il vit actuellement à Gateshead avec sa femme Camille, avec qui il a deux enfants, Paul et Angela. En septembre 2007, on lui diagnostique un cancer du côlon, mais neuf mois plus tard, il annonce avoir vaincu la maladie.

### Carrière internationale
Bobby Moncur reçoit 16 sélections en faveur de l'équipe d'Écosse. Il joue son premier match le 30 mai 1968, pour un match nul 0-0, au Stade olympique d'Amsterdam, contre les Pays-Bas en match amical. Il reçoit sa dernière sélection le 27 mai 1972, pour une défaite 0-1, à l'Hampden Park de Glasgow, contre l'Angleterre en British Home Championship. Il n'inscrit aucun but lors de ses 16 sélections.
Il participe avec l'Écosse aux éliminatoires de l'Euro 1972 et aux British Home Championships de 1970, 1971 et 1972.

## Palmarès

### Comme joueur
- Newcastle United :
  - Vainqueur de la Coupe des villes de foires en 1969
  - Champion de Division 2 en 1964-65

- Sunderland :
  - Champion de Division 2 en 1975-76

### Comme entraîneur
- Heart of Midlothian :
  - Champion de Division 2 en 1979-80